# Crestone Peak
Crestone Peak je druhá nejvyšší hora pohoří Sangre de Cristo Mountains a sedmá nejvyšší Skalnatých hor.
Crestone Peak leží na jihu Colorada, v jižní části Skalnatých hor, necelých 50 km severně od nejvyšší hory Sangre de Cristo Mountains Blanca Peak. Jižně od hory se rozkládá Národní park Great Sand Dunes. Crestone Peak leží v oblasti, kde se nachází další tři hory vyšší než 14 000 stop, tzv. fourteeners. Jsou jimi Crestone Needle (4 327 m), Kit Carson Mountain (4 317 m) a Humboldt Peak (4 287 m).